# Alberi monumentali del Trentino-Alto Adige

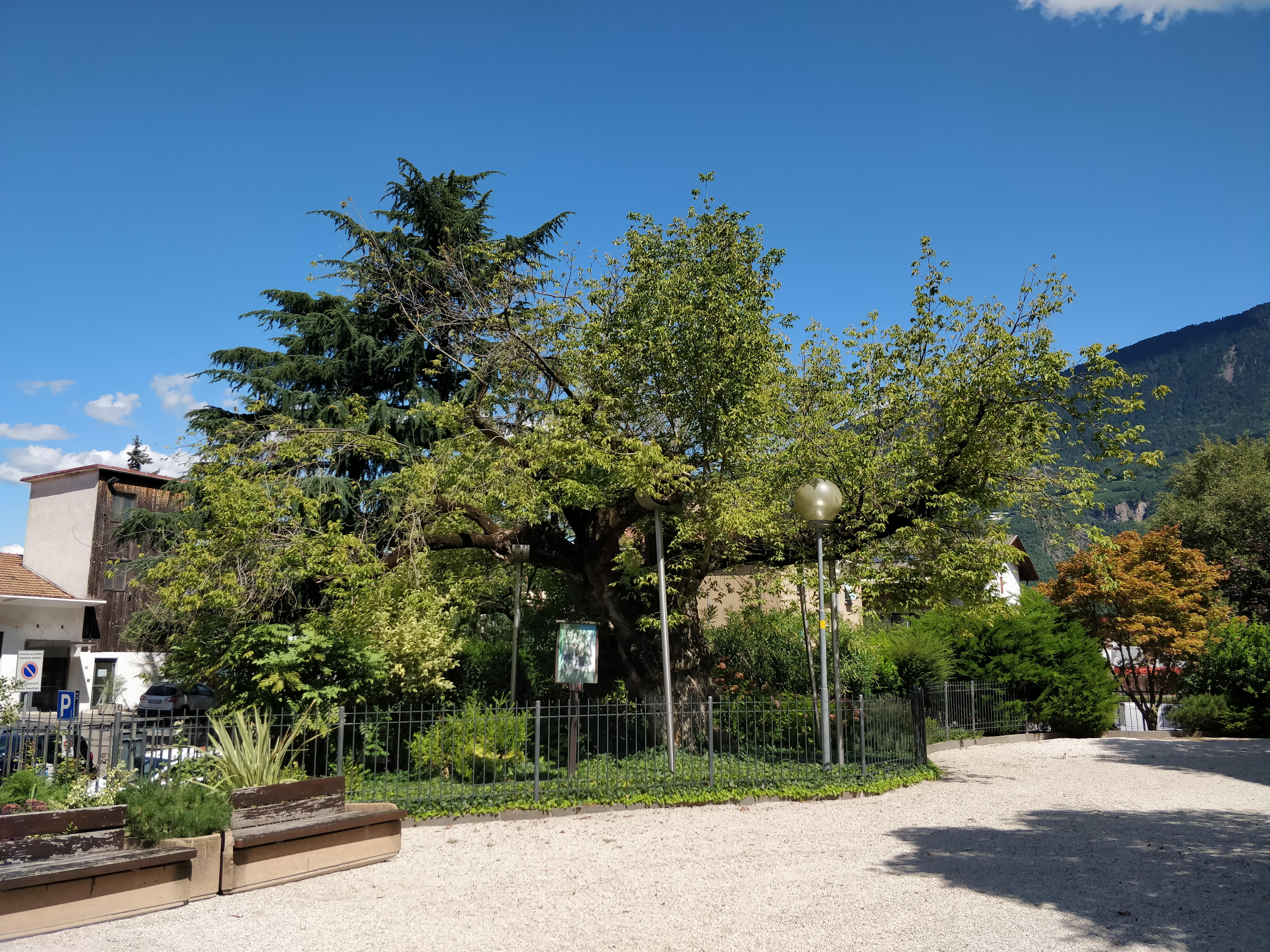
Acero americano presso la chiesa parrocchiale di Laives

Gli alberi monumentali del Trentino-Alto Adige sono tutelati dalla legge 14 gennaio 2013, n. 10 e dal relativo decreto attuativo 23 ottobre 2014.
Sono considerati alberi monumentali:
- gli alberi isolati o facenti parte di formazioni boschive naturali o artificiali che per età o dimensioni possono essere considerati come rari esempi di maestosità o longevità;
- gli alberi che hanno un preciso riferimento a eventi o memorie rilevanti dal punto di vista storico o culturale o a tradizioni locali.

## Provincia di Bolzano
| Denominazione dell'albero                                      | Immagine | Genere e specie                              | Nome comune         | Altezza (in m)        | Circonferenza (in cm) | Diametro della chioma (in m) | Data di impianto | Comune                        | Località                                         | Coordinate                  | Altitudine | Note                                         |
| -------------------------------------------------------------- | -------- | -------------------------------------------- | ------------------- | --------------------- | --------------------- | ---------------------------- | ---------------- | ----------------------------- | ------------------------------------------------ | --------------------------- | ---------- | -------------------------------------------- |
| Sequoia gigante di Masaccio                                    |          | Insieme omogeneo di Sequoiadendron giganteum | Sequoia gigante     | 46,5 (med) 57,5 (max) | 558 (med) 636 (max)   |                              |                  | Appiano sulla Strada del Vino | Masaccio                                         | 46°26′20.12″N 11°13′59.72″E | 870        |                                              |
| Platano di Piazzale della Stazione                             |          | Platanus acerifolia                          | Platano comune      | 35,5                  | 562                   |                              |                  | Bolzano                       | Piazzale della Stazione                          | 46°29′48.21″N 11°21′27.85″E | 265        |                                              |
| Robinia di Via Museo, 62                                       |          | Robinia pseudoacacia                         | Robinia             | 7,0                   | 441                   |                              |                  | Bolzano                       | Via Museo, 62                                    | 46°30′00.62″N 11°21′53.66″E | 275        |                                              |
| Abete rosso di Fleres di Dendro                                |          | Picea abies                                  | Abete rosso         | 38,0                  | 298                   |                              |                  | Brennero                      | Fleres di Dendro                                 | 46°57′47.13″N 11°18′06.38″E | 1710       |                                              |
| Castagno di Maso Gebreitner - Cornale - Sant'Andrea in monte   |          | Castanea sativa                              | Castagno            | 19,5                  | 863                   |                              |                  | Bressanone                    | Maso Gebreitner - Cornale - Sant'Andrea in monte | 46°42′56.67″N 11°40′33.58″E | 790        |                                              |
| Sequoia gigante di Castel Pallaus - Sarnes                     |          | Insieme omogeneo di Sequoiadendron giganteum | Sequoia gigante     | 30,8 (med) 35,0 (max) | 524 (med) 610 (max)   |                              |                  | Bressanone                    | Castel Pallaus - Sarnes                          | 46°41′28.23″N 11°39′00.98″E | 595        |                                              |
| Rovere di Teodone                                              |          | Insieme omogeneo di Quercus petraea          | Rovere              | 18,7 (med) 19.5 (max) | 260 (med) 290 (max)   |                              |                  | Brunico                       | Teodone                                          | 46°48′16.73″N 11°56′51.56″E | 860        |                                              |
| Castagno di Maso Moar in Ums - Fraghes                         |          | Castanea sativa                              | Castagno            | 21,0                  | 738                   |                              |                  | Chiusa                        | Maso Moar in Ums - Fraghes                       | 46°38′48.61″N 11°33′17.32″E | 980        |                                              |
| Castagno di Via Cornedo                                        |          | Castanea sativa                              | Castagno            | 16,0                  | 1190                  |                              |                  | Cornedo all'Isarco            | Via Cornedo                                      | 46°29′23.15″N 11°24′27.4″E  | 520        |                                              |
| Sequoia gigante di Sant' Anna - Fennhals                       |          | Insieme omogeneo di Sequoiadendron giganteum | Sequoia gigante     | 44,0 (med) 46,0 (max) | 565 (med) 575 (max)   |                              |                  | Cortaccia                     | Sant' Anna - Fennhals                            | 46°17′38.26″N 11°11′05.91″E | 1020       |                                              |
| Larice di Pazin                                                |          | Insieme omogeneo di Larix decidua            | Larice              | 28,5 (med) 30,5 (max) | 393(med) 456 (max)    |                              |                  | Curon Venosta                 | Pazin                                            | 46°50′03.63″N 10°36′37.34″E |            |                                              |
| Abete rosso di Maso Litterer - Molini                          |          | Picea abies                                  | Abete rosso         | 33,0                  | 161                   |                              |                  | Falzes                        | Maso Litterer - Molini                           | 46°49′09.01″N 11°50′47.69″E | 980        |                                              |
| Ippocastano di Piazzale Stazione                               |          | Aesculus hippocastanum                       | Ippocastano         | 24,5                  | 430                   |                              |                  | Laces                         | Piazzale Stazione                                | 46°37′09.92″N 11°51′39.02″E | 635        |                                              |
| Castagno di Albions                                            |          | Castanea sativa                              | Castagno            | 15,5                  | 1322                  |                              |                  | Laion                         | Albions                                          | 46°38′01.25″N 11°34′07.36″E | 745        |                                              |
| Acero americano (o Negundo) della Parrocchia di Laives         |          | Acer negundo                                 | Acero americano     | 8,5                   | 314                   |                              |                  | Laives                        | Parrocchia di Laives                             | 46°25′35.9″N 11°20′19.34″E  | 245        | L'albero è stato abbattuto nel febbraio 2022 |
| Sequoia gigante di Strada di Slinga                            |          | Insieme omogeneo di Sequoiadendron giganteum | Sequoia gigante     | 22,0 (med) 24,0 (max) | 400 (med) 438 (max)   |                              |                  | Malles Venosta                | Strada di Slinga                                 | 46°42′10.47″N 10°31′10.91″E | 1350       |                                              |
| Tiglio di Favogna di Sotto                                     |          | Tilia platyphyllos                           | Tiglio nostrale     | 23,5                  | 580                   |                              |                  | Magrè sulla Strada del Vino   | Favogna di Sotto                                 | 46°16′20.66″N 11°10′53.93″E | 1040       |                                              |
| Vite di Augustinhaus - Schlachthofgasse, 13                    |          | Vitis vinifera                               | Vite                | 5,0                   | 52-45                 |                              |                  | Magrè sulla Strada del Vino   | Augustinhaus - Schlachthofgasse, 13              | 46°17′17.91″N 11°12′36.84″E | 220        |                                              |
| Ippocastano di Passeggiata Lungo Passirio - Ponte della Posta  |          | Insieme omogeneo di Aesculus hippocastanum   | Ippocastano         | 24,0 (med) 27,0 (max) | 366 (med) 488 (max)   |                              |                  | Merano                        | Passeggiata Lungo Passirio - Ponte della Posta   | 46°40′11.79″N 11°09′51.66″E | 325        |                                              |
| Sequoia gigante di Palazzo Seisenegg - Via dei Giardini, 1     |          | Sequoiadendron giganteum                     | Sequoia gigante     | 40,0                  | 693                   |                              |                  | Merano                        | Palazzo Seisenegg - Via dei Giardini, 1          | 46°40′11.66″N 11°09′59.95″E | 325        |                                              |
| Cedro dell'Himalaya di Palazzo Seisenegg - Via dei Giardini, 1 |          | Cedrus deodara                               | Cedro dell'Himalaya | 33,5                  | 663                   |                              |                  | Merano                        | Palazzo Seisenegg - Via dei Giardini, 1          | 46°40′11.64″N 11°10′00.32″E | 325        |                                              |
| Platano occidentale di Via Roma, 11                            |          | Platanus occidentalis                        | Platano occidentale | 25,0                  | 452                   |                              |                  | Merano                        | Via Roma, 11                                     | 46°40′01.65″N 11°09′44.35″E | 310        |                                              |
| Libocedro di Parco Maia                                        |          | Calocedrus decurrens                         | Libocedro           | 26,0                  | 460                   |                              |                  | Merano                        | Parco Maia                                       | 46°39′57.64″N 11°10′12.83″E | 325        |                                              |
| Platano di Corso della Libertà/Via Ottone Huber                |          | Platanus acerifolia                          | Platano comune      | 35,5                  | 360                   |                              |                  | Merano                        | Corso della Libertà/Via Ottone Huber             | 46°40′15.46″N 11°09′22.03″E | 310        |                                              |
| Tiglio selvatico di Aica                                       |          | Tilia cordata                                | Tiglio selvatico    | 17,0                  | 633                   |                              |                  | Naz-Sciaves                   | Aica                                             | 46°46′34.33″N 11°38′29.94″E | 710        |                                              |
| Acero riccio di Maso Gratter -Vila di Sopra                    |          | Acer platanoides                             | Acero riccio        | 19,5                  | 376                   |                              |                  | Perca                         | Maso Gratter -Vila di Sopra                      | 46°48′37.67″N 11°59′41.69″E | 1305       |                                              |
| Castagno di Castello Wolfsthurn - Mareta                       |          | Castanea sativa                              | Castagno            | 22,0                  | 410-267-240           |                              |                  | Racines                       | Castello Wolfsthurn - Mareta                     | 46°53′35.12″N 11°20′55.67″E | 1060       |                                              |
| Abete rosso di Cascata di Stanghe                              |          | Picea abies                                  | Abete rosso         | 44,5                  | 439                   |                              |                  | Racines                       | Cascata di Stanghe                               | 46°52′50.9″N 11°22′33.03″E  | 1000       |                                              |
| Castagno di Maso Maggner - Vanga                               |          | Castanea sativa                              | Castagno            | 15,0                  | 862                   |                              |                  | Renon                         | Maso Maggner - Vanga                             | 46°32′47.77″N 11°22′33.24″E | 700        |                                              |
| Tiglio nostrale di Maso Wiesen - Cauria                        |          | Tilia platyphyllos                           | Tiglio nostrale     | 23,0                  | 445                   |                              |                  | Salorno                       | Maso Wiesen - Cauria                             | 46°16′35.78″N 11°16′55.58″E | 1300       |                                              |
| Pino cembro di Maso Thaler Hof - Avigna                        |          | Pinus cembra                                 | Pino cembro         | 25,0                  | 440                   |                              |                  | San Genesio Atesino           | Maso Thaler Hof - Avigna                         | 46°35′40.09″N 11°20′44.85″E | 1365       |                                              |
| Larice di Montoppio                                            |          | Larix decidua                                | Larice              | 24,5                  | 560                   |                              |                  | San Genesio Atesino           | Montoppio                                        | 46°33′27.49″N 11°17′41.03″E | 1435       |                                              |
| Faggio di Bagni di Mezzo                                       |          | Fagus sylvatica                              | Faggio              | 18,0                  | 428                   |                              |                  | San Pancrazio                 | Bagni di Mezzo                                   | 46°33′16.33″N 11°03′59.22″E | 950        |                                              |
| Pino cembro di Malga Tramin                                    |          | Insieme omogeneo di Pinus cembra             | Pino cembro         | 15,0 (med) 16,0 (max) | 350 (med) 405 (max)   |                              |                  | Sarentino                     | Malga Tramin                                     | 46°47′29.81″N 11°28′01.79″E | 1980       |                                              |
| Pino cembro di Pechol                                          |          | Pinus cembra                                 | Pino cembro         | 18,5                  | 487                   |                              |                  | Sarentino                     | Pechol                                           | 46°45′15.15″N 11°24′21.09″E | 1990       |                                              |
| Castagno di Maso Lutt - Via Pichler,11                         |          | Castanea sativa                              | Castagno            | 16,0                  | 632-558               |                              |                  | Scena                         | Maso Lutt - Via Pichler,11                       | 46°41′23.71″N 11°11′29.16″E | 655        |                                              |
| Corniolo di Maso Lackner - Settequerce - Via Bolzano, 11       |          | Cornus mas                                   | Corniolo            | 9,0                   | 125-53-59-80          |                              |                  | Terlano                       | Maso Lackner - Settequerce - Via Bolzano, 11     | 46°30′52.47″N 11°16′34.16″E | 290        |                                              |
| Versoaln                                                       |          | Vitis vinifera                               | Vite                | N.R.                  | 60 - 40               |                              |                  | Tesimo                        | Castel Katzenzungen - Prissiano                  | 46°33′13.73″N 11°11′03.21″E | 601        |                                              |
| Castagno di Maso Bamer - Via Asiago                            |          | Castanea sativa                              | Castagno            | 23,0                  | 572                   |                              |                  | Tirolo                        | Maso Bamer - Via Asiago                          | 46°41′46.81″N 11°09′16.52″E | 674        |                                              |
| Alloro di Castello Thurnstein                                  |          | Laurus nobilis                               | Alloro              | 17,0                  | 302                   |                              |                  | Tirolo                        | Castello Thurnstein                              | 46°41′30.78″N 11°08′06.67″E | 530        |                                              |
| Larice di Maso Außerlaner- Santa Geltrude                      |          | Insieme omogeneo di Larix decidua            | Larice              | 26,5 (med) 31,5 (max) | 681 (med) 798 (max)   |                              |                  | Ultimo                        | Maso Außerlaner- Santa Geltrude                  | 46°29′29.44″N 10°53′33.88″E | 1440       |                                              |
| Larice di Sopra malga Pichl - Valle Klapfberg                  |          | Insieme omogeneo di Larix decidua            | Larice              | 26,0 (med) 29,0 (max) | 385 (med) 410 (max)   |                              |                  | Ultimo                        | Sopra malga Pichl - Valle Klapfberg              | 46°28′43.45″N 10°55′21.26″E | 2100       |                                              |
| Abete rosso di Maso Häusergang - Luttago di sopra              |          | Picea abies                                  | Abete rosso         | 39,0                  | 394                   |                              |                  | Valle Aurina                  | Maso Häusergang - Luttago di sopra               | 46°57′48.68″N 11°57′48.68″E | 1090       |                                              |
| Castagno di Gatsch                                             |          | Castanea sativa                              | Castagno            | 25,5                  | 738                   |                              |                  | Varna                         | Gatsch                                           | 46°44′51.99″N 11°37′50.07″E | 710        |                                              |

## Provincia di Trento
| Denominazione dell'albero                                        | Immagine | Genere e specie                                                                      | Nome comune                                      | Altezza (in m)        | Circonferenza (in cm) | Diametro della chioma (in m) | Data di impianto | Comune                                       | Località                               | Coordinate                  | Altitudine | Note                                |
| ---------------------------------------------------------------- | -------- | ------------------------------------------------------------------------------------ | ------------------------------------------------ | --------------------- | --------------------- | ---------------------------- | ---------------- | -------------------------------------------- | -------------------------------------- | --------------------------- | ---------- | ----------------------------------- |
| Faggio di Malga Revoltello                                       |          | Fagus sylvatica                                                                      | Faggio                                           | 21,5                  | 663                   |                              |                  | Ala                                          | Malga Revoltello                       | 45°42′48.1″N 10°59′35.4″E   | 1475       |                                     |
| Faggio di Malga Lavacchione                                      |          | Insieme omogeneo di Fagus sylvatica                                                  | Faggio                                           | 30,0 (med) 33,0 (max) | 450 (med) 557 (max)   |                              |                  | Ala                                          | Malga Lavacchione                      | 45°42′33.58″N 10°59′11.16″E | 1380       |                                     |
| Faggio di Segheria – Riservetta Maia (La Regina)                 |          | Fagus sylvatica                                                                      | Faggio                                           | 35,0                  | 525                   |                              |                  | Ala                                          | Segheria – Riservetta Maia (La Regina) | 45°42′12.21″N 10°58′54.36″E | 1300       |                                     |
| Faggio di Malga Sega                                             |          | Insieme omogeneo di Fagus sylvatica                                                  | Faggio                                           | 26,5 (med) 31,0 (max) | 514 (med) 540 (max)   |                              |                  | Ala                                          | Malga Sega                             | 45°41′31.7″N 10°58′55.55″E  | 1280       |                                     |
| Castagno di Carobbi                                              |          | Insieme omogeneo di Castanea sativa                                                  | Castagno                                         | 15,0 (med) 16,0 (max) | 655 (med) 663 (max)   |                              |                  | Ala                                          | Carobbi                                | 45°56′56.08″N 10°55′54.26″E | 750        |                                     |
| Abete rosso di Pegolot                                           |          | Picea abies                                                                          | Abete rosso                                      | 38,0                  | 436                   |                              |                  | Altavalle (ex Grumes)                        | Pegolot                                | 46°13′34.11″N 11°16′22.47″E | 1265       |                                     |
| Acero campestre di Malga Riondera                                |          | Acer campestre                                                                       | Acero campestre                                  | 20,5                  | 288                   |                              |                  | Avio                                         | Malga Riondera                         | 45°43′31.74″N 10°57′52.23″E | 808        |                                     |
| Abete bianco di Val della Sega - Malga Fassole                   |          | Abies alba                                                                           | Abete bianco                                     | 31,0                  | 610                   |                              |                  | Avio                                         | Val della Sega - Malga Fassole         | 46°43′20.41″N 11°52′53.23″E | 1265       |                                     |
| Faggio di Piagù                                                  |          | Insieme omogeneo di Fagus sylvatica                                                  | Faggio                                           | 29,0 (med) 30,0 (max) | 512 (med) 670 (max)   |                              |                  | Avio                                         | Piagù                                  | 45°45′21.75″N 10°55′44.08″E | 915        |                                     |
| Tiglio selvatico di Maso Weiss                                   |          | Tilia cordata                                                                        | Tiglio selvatico                                 | 25,0                  | 516                   |                              |                  | Bieno                                        | Maso Weiss                             | 46°04′46.93″N 11°32′36.36″E | 765        |                                     |
| Abete bianco di Casina da le Pere                                |          | Abies alba                                                                           | Abete bianco                                     | 24,0                  | 499                   |                              |                  | Borgo Chiese (ex Condino)                    | Casina da le Pere                      | 45°54′33.94″N 10°32′15.89″E | 1515       |                                     |
| Faggio di D'Avre – Doss Borèl                                    |          | Fagus sylvatica                                                                      | Faggio                                           | 29,0                  | 516                   |                              |                  | Borgo Lares (ex Bolbeno)                     | D'Avre – Doss Borèl                    | 46°01′06.69″N 10°43′11.96″E | 820        |                                     |
| Abete bianco di Paghera                                          |          | Abies alba                                                                           | Abete bianco                                     | 44,0                  | 462                   |                              |                  | Borgo Lares (ex Bolbeno)                     | Paghera                                | 46°00′16.9″N 10°43′20.41″E  | 1360       |                                     |
| Farnia di Malga Costa                                            |          | Quercus robur                                                                        | Farnia                                           | 20,0                  | 676                   |                              |                  | Borgo Valsugana                              | Malga Costa                            | 46°00′21.61″N 11°22′30.81″E | 970        |                                     |
| Faggio di Postemonzèl                                            |          | Insieme omogeneo di Fagus sylvatica                                                  | Faggio                                           | 23,0 (med) 25,0 (max) | 535 (med) 596 (max)   |                              |                  | Brentonico                                   | Postemonzèl                            | 45°46′46.08″N 10°54′14.05″E | 1220       |                                     |
| Larice di Dieci Case                                             |          | Larix decidua                                                                        | Larice                                           | 23,0                  | 477                   |                              |                  | Bresimo                                      | Dieci Case                             | 46°25′45.86″N 10°54′57.49″E | 1590       |                                     |
| Larice di Malga Garzonè                                          |          | Larix decidua                                                                        | Larice                                           | 21,0                  | 517                   |                              |                  | Caderzone Terme                              | Malga Garzonè                          | 46°08′16.92″N 10°42′21.34″E | 1765       |                                     |
| Pino cembro di Val Duron - Malga Dò col d'Aura                   |          | Pinus cembra                                                                         | Pino cembro                                      | 10,0                  | 220                   |                              |                  | Campitello di Fassa                          | Val Duron - Malga Dò col d'Aura        | 46°29′22.47″N 11°39′27.95″E | 2020       |                                     |
| Abete rosso di Ronch – Malga Duron                               |          | Picea abies                                                                          | Abete rosso                                      | 25,5                  | 461 - 155 - 204       |                              |                  | Campitello di Fassa                          | Ronch – Malga Duron                    | 46°29′38.05″N 11°42′31.35″E | 1935       |                                     |
| Faggio di Monte Lefre                                            |          | Fagus sylvatica                                                                      | Faggio                                           | 29,5                  | 525                   |                              |                  | Castel Ivano (ex Ivano-Fracena)              | Monte Lefre                            | 46°03′35.16″N 11°33′36.71″E | 1295       |                                     |
| Castagno di Campazzo                                             |          | Castanea sativa                                                                      | Castagno                                         | 20,0                  | 590                   |                              |                  | Castel Ivano (ex Strigno)                    | Campazzo                               | 46°04′34.25″N 11°32′00.62″E | 776        |                                     |
| Larice di Sous                                                   |          | Larix decidua                                                                        | Larice                                           | 20,0                  | 460                   |                              |                  | Castelfondo                                  | Sous                                   | 46°30′42.06″N 11°03′06.33″E | 1830       |                                     |
| Pino cembro di Pian dela Fava - Re Leone                         |          | Pinus cembra                                                                         | Pino cembro                                      | 23,0                  | 505                   |                              |                  | Castello-Molina di Fiemme                    | Pian dela Fava - Re Leone              | 46°11′02.5″N 11°27′44.87″E  | 1968       |                                     |
| Pino silvestre di Malga Fraul                                    |          | Insieme omogeneo di Pinus sylvestris                                                 | Pino silvestre                                   | 12,0 (med) 17,0 (max) | 290 (med) 320 (max)   |                              |                  | Castello-Molina di Fiemme                    | Malga Fraul                            | 46°17′02.5″N 11°23′46.56″E  | 1200       |                                     |
| Larice di Malga Fraul                                            |          | Larix decidua                                                                        | Larice                                           | 31,0                  | 423                   |                              |                  | Castello-Molina di Fiemme                    | Malga Fraul                            | 46°16′59.25″N 11°23′37.56″E | 1210       |                                     |
| Abete rosso e Abete bianco di Casaia                             |          | Insieme omogeneo di Picea abies e Abies alba                                         | Abete rosso e Abete bianco                       | 48,0 (med) 49,0 (max) | 267 (med) 320 (max)   |                              |                  | Cavalese                                     | Casaia                                 | 46°15′59.02″N 11°27′53.26″E | 1310       |                                     |
| Abete rosso di Gazolin                                           |          | Picea abies                                                                          | Abete rosso                                      | 40,0                  | 432                   |                              |                  | Cavalese                                     | Gazolin                                | 46°16′25.24″N 11°27′02.52″E | 939        |                                     |
| Castagno di Malga Pian                                           |          | Insieme omogeneo di Castanea sativa                                                  | Castagno                                         | 19,0 (med) 25,5 (max) | 520 (med) 656 (max)   |                              |                  | Cavedine                                     | Malga Pian                             | 45°58′18.44″N 10°59′20.36″E | 835        |                                     |
| Abete bianco di Fontana Carboneri                                |          | Abies alba                                                                           | Abete bianco                                     | 30,5                  | 495                   |                              |                  | Cavedine                                     | Fontana Carboneri                      | 45°58′24.3″N 11°00′53.52″E  | 1360       |                                     |
| Noce comune di Spinazzeda                                        |          | Juglans regia                                                                        | Noce comune                                      | 20,0                  | 288                   |                              |                  | Cles                                         | Spinazzeda                             | 46°21′46.29″N 11°01′54.72″E | 660        |                                     |
| Larice di Plan de la Tegia                                       |          | Insieme omogeneo di Larix decidua                                                    | Larice                                           | 23,0 (med) 28,0 (max) | 450 (med) 538 (max)   |                              |                  | Commezzadura                                 | Plan de la Tegia                       | 46°20′13.37″N 10°49′43.55″E | 1820       |                                     |
| Larice di Doss                                                   |          | Insieme omogeneo di Larix decidua                                                    | Larice                                           | 33,0 (med) 35,5 (max) | 392 (med) 447 (max)   |                              |                  | Daiano                                       | Doss                                   | 46°18′45.11″N 11°25′18″E    | 1438       |                                     |
| Castagno di Maso Togn                                            |          | Castanea sativa                                                                      | Castagno                                         | 14,0                  | 630                   |                              |                  | Faedo                                        | Maso Togn                              | 46°11′42.92″N 11°10′12.23″E | 700        |                                     |
| Abete rosso di Malga Cogorna                                     |          | Insieme omogeneo di Picea abies                                                      | Abete rosso                                      | 20,0 (med) 24,0 (max) | 350 (med) 436 (max)   |                              |                  | Fiavé                                        | Malga Cogorna                          | 45°59′00.43″N 10°48′03.05″E | 1685       |                                     |
| Abete rosso di Baita dei Buleri (Fiorentini)                     |          | Picea abies                                                                          | Abete rosso                                      | 20,0                  | 332                   |                              |                  | Folgaria                                     | Baita dei Buleri (Fiorentini)          | 45°54′13.01″N 11°12′59.24″E | 1455       |                                     |
| Frassino maggiore di Cueli                                       |          | Insieme omogeneo di Fraxinus excelsior                                               | Frassino maggiore                                | 27,0 (med) 28,0 (max) | 302 (med) 338 (max)   |                              |                  | Folgaria                                     | Cueli                                  | 45°55′16.88″N 11°13′08.88″E | 1115       |                                     |
| Castagno di Maso Pizzi-Stalete                                   |          | Castanea sativa                                                                      | Castagno                                         | 19,0                  | 755                   |                              |                  | Frassilongo                                  | Maso Pizzi-Stalete                     | 46°05′10.2″N 11°17′24.02″E  | 750        |                                     |
| Faggio di Solan Grande                                           |          | Fagus sylvatica                                                                      | Faggio                                           | 23,0                  | 325 - 275 - 225       |                              |                  | Imer                                         | Solan Grande                           | 46°08′56.59″N 11°46′11.1″E  | 995        |                                     |
| Avez del Prinzipe                                                |          | Abies alba                                                                           | Abete bianco                                     | 55,0                  | 495                   |                              |                  | Lavarone                                     | Malga Laghetto                         | 45°57′31.56″N 11°17′51.76″E | 1200       | L'albero schiantò nel novembre 2017 |
| Acero di monte di Malga Valesina (Lorina)                        |          | Insieme omogeneo di Acer pseudoplatanus                                              | Acero di monte                                   | 28,0 (med) 30,0 (max) | 523 (med) 550 (max)   |                              |                  | Ledro                                        | Malga Valesina (Lorina)                | 45°48′53.35″N 10°38′31.66″E | 1212       |                                     |
| Abete rosso di Malga Costo di Sopra                              |          | Picea abies                                                                          | Abete rosso                                      | 34,0                  | 560                   |                              |                  | Levico Terme                                 | Malga Costo di Sopra                   | 45°58′10.17″N 11°22′02.34″E | 1670       |                                     |
| Cipresso calvo di Lago di Toblino                                |          | Insieme omogeneo di Taxodium distichum                                               | Cipresso calvo                                   | 30,0 (med) 33,0 (max) | 390 (med) 470 (max)   |                              |                  | Madruzzo (ex Calavino)                       | Lago di Toblino                        | 46°03′27.97″N 10°58′12.73″E | 245        |                                     |
| Larice di Malga Mondèlt Alta                                     |          | Larix decidua                                                                        | Larice                                           | 24,0                  | 460                   |                              |                  | Malé                                         | Malga Mondèlt Alta                     | 46°23′16.11″N 10°53′43″E    | 1785       |                                     |
| Tasso di Val Carbonere                                           |          | Taxus baccata                                                                        | Tasso                                            | 14,0                  | 381                   |                              |                  | Mezzano                                      | Val Carbonere                          | 46°07′44.65″N 11°50′37.07″E | 1150       |                                     |
| Abete bianco di Bosco Piétena                                    |          | Abies alba                                                                           | Abete bianco                                     | 43,0                  | 400                   |                              |                  | Mezzano                                      | Bosco Piétena                          | 46°07′55.58″N 11°52′17.85″E | 1337       |                                     |
| Farnia di Palazzo Martini - Via Dante, 8                         |          | Quercus robur                                                                        | Farnia                                           | 26,0                  | 443                   |                              |                  | Mezzocorona                                  | Palazzo Martini - Via Dante, 8         | 46°12′57.4″N 11°07′00.59″E  | 215        |                                     |
| Olivo di Le Gorte – Busatte                                      |          | Olea europaea                                                                        | Olivo                                            | 7,0                   | 257 - 229             |                              |                  | Nago-Torbole                                 | Le Gorte – Busatte                     | 45°52′06.23″N 10°53′04.68″E | 230        |                                     |
| Faggio di Selva di Nago                                          |          | Fagus sylvatica                                                                      | Faggio                                           | 27,0                  | 526                   |                              |                  | Nago-Torbole                                 | Selva di Nago                          | 45°49′28.89″N 10°52′42.47″E | 1150       |                                     |
| Larice di Val Taviela - Sentiero dei tedeschi                    |          | Larix decidua                                                                        | Larice                                           | 14,0                  | 444                   |                              |                  | Peio                                         | Val Taviela - Sentiero dei tedeschi    | 46°22′26.2″N 10°38′43.99″E  | 2202       |                                     |
| Larice di Cavaion                                                |          | Larix decidua                                                                        | Larice                                           | 25,0                  | 456                   |                              |                  | Peio                                         | Cavaion                                | 46°24′40.5″N 10°42′14.28″E  | 2135       |                                     |
| Larice di Malga Val Comasine                                     |          | Insieme omogeneo di Larix decidua                                                    | Larice                                           | 21,0 (med) 28,0 (max) | 270 (med) 443 (max)   |                              |                  | Peio                                         | Malga Val Comasine                     | 46°19′55.82″N 10°39′53.17″E |            |                                     |
| Pino cembro di Doss de Artuich                                   |          | Pinus cembra                                                                         | Pino cembro                                      | 22,0                  | 465                   |                              |                  | Pellizzano                                   | Doss de Artuich                        | 46°16′30.36″N 10°46′39.21″E | 2050       |                                     |
| Faggio di Mas dei Boci                                           |          | Fagus sylvatica                                                                      | Faggio                                           | 27,0                  | 513 - 355             |                              |                  | Pergine Valsugana                            | Mas dei Boci                           | 46°05′57.19″N 11°15′18.87″E | 1130       |                                     |
| Olmo montano di Villa Daziaro                                    |          | Insieme omogeneo di Ulmus glabra                                                     | Olmo montano                                     | 41,5 (med) 43,0 (max) | 454 (med) 526 (max)   |                              |                  | Pieve Tesino                                 | Villa Daziaro                          | 46°03′56.15″N 11°37′04.96″E | 818        |                                     |
| Abete rosso di Coste                                             |          | Picea abies                                                                          | Abete rosso                                      | 40,0                  | 488                   |                              |                  | Predazzo                                     | Coste                                  | 46°18′50.47″N 11°35′18.49″E | 1320       |                                     |
| Abete rosso di Busa Ferrari - Passo Rolle                        |          | Picea abies                                                                          | Abete rosso                                      | 28,5                  | 261                   |                              |                  | Primiero San Martino di Castrozza (ex Siror) | Busa Ferrari - Passo Rolle             | 46°17′36.08″N 11°46′55.37″E | 1915       |                                     |
| Larice di Val Maleda                                             |          | Larix decidua                                                                        | Larice                                           | 33,0                  | 475                   |                              |                  | Rabbi                                        | Val Maleda                             | 46°24′21.74″N 10°45′07.88″E | 1925       |                                     |
| Larice e Abete rosso di Saent                                    |          | Insieme omogeneo di Larix decidua e Picea abies                                      | Larice e Abete rosso                             | 24,0 (med) 34,0 (max) | 333 (med) 482 (max)   |                              |                  | Rabbi                                        | Saent                                  | 46°26′37.76″N 10°45′53.78″E |            |                                     |
| Faggio di Buse dei sassi                                         |          | Fagus sylvatica                                                                      | Faggio                                           | 14,0                  | 550                   |                              |                  | Ronchi Valsugana                             | Buse dei sassi                         | 46°04′30.07″N 11°25′37.15″E | 1183       |                                     |
| Agrifoglio di Pradestèl                                          |          | Ilex aquifolium                                                                      | Agrifoglio                                       | 11,0                  | 135                   |                              |                  | Roveré della Luna                            | Pradestèl                              | 46°16′26.19″N 11°09′04.86″E | 950        |                                     |
| Faggio di Malga Ceda di Villa                                    |          | Insieme omogeneo di Fagus sylvatica                                                  | Faggio                                           | 25,0 (med) 27,0 (max) | 338 (med) 485 (max)   |                              |                  | San Lorenzo Dorsino                          | Malga Ceda di Villa                    | 46°08′30.81″N 10°56′37.17″E | 1400       |                                     |
| Larice di Malga Bedole                                           |          | Larix decidua                                                                        | Larice                                           | 20,0                  | 436                   |                              |                  | Spiazzo                                      | Malga Bedole                           | 46°11′49.43″N 10°36′10.46″E | 1580       |                                     |
| Castagno di Sotto Villo                                          |          | Castanea sativa                                                                      | Castagno                                         | 19,0                  | 550                   |                              |                  | Storo                                        | Sotto Villo                            | 45°51′06.52″N 10°33′32.82″E | 410        |                                     |
| Castagno di Parise                                               |          | Castanea sativa                                                                      | Castagno                                         | 23,0                  | 728                   |                              |                  | Telve                                        | Parise                                 | 46°04′36.36″N 11°27′52.55″E | 705        |                                     |
| Abete bianco di Avezi                                            |          | Abies alba                                                                           | Abete bianco                                     | 40,0                  | 445                   |                              |                  | Tesero                                       | Avezi                                  | 46°16′20.81″N 11°31′40.62″E | 1180       |                                     |
| Faggio di Malga Stabio                                           |          | Insieme omogeneo di Fagus sylvatica                                                  | Faggio                                           | 20,0 (med) 21,5 (max) | 572 (med) 800 (max)   |                              |                  | Tione di Trento                              | Malga Stabio                           | 46°01′04.54″N 10°46′27.98″E | 1480       |                                     |
| Castagno di Campestrini                                          |          | Insieme omogeneo di Castanea sativa                                                  | Castagno                                         | 19,0 (med) 21,0 (max) | 541 (med) 640 (max)   |                              |                  | Torcegno                                     | Campestrini                            | 46°04′39″N 11°27′19.15″E    | 785        |                                     |
| Sequoia gigante di Povo - ex Villa Thun                          |          | Sequoiadendron giganteum                                                             | Sequoia gigante                                  | 34,0                  | 642                   |                              |                  | Trento                                       | Povo - ex Villa Thun                   | 46°03′57.59″N 11°09′18.95″E | 405        |                                     |
| Ippocastano di Maderno – Villa Maria                             |          | Aesculus hippocastanum                                                               | Ippocastano                                      | 19,5                  | 504                   |                              |                  | Trento                                       | Maderno – Villa Maria                  | 46°05′24.03″N 11°08′25.12″E | 488        |                                     |
| Sequoia gigante di Povo – Villa Lubich                           |          | Sequoiadendron giganteum                                                             | Sequoia gigante                                  | 30,0                  | 617                   |                              |                  | Trento                                       | Povo – Villa Lubich                    | 46°03′59.72″N 11°09′36.97″E | 455        |                                     |
| Ciliegio selvatico di Passo Cimirlo – Casare                     |          | Prunus avium                                                                         | Ciliegio selvatico                               | 26,5                  | 359                   |                              |                  | Trento                                       | Passo Cimirlo – Casare                 | 46°03′53.37″N 11°11′11.85″E | 790        |                                     |
| Faggio di Malga Brigolina                                        |          | Fagus sylvatica                                                                      | Faggio                                           | 17,0                  | 465                   |                              |                  | Trento                                       | Malga Brigolina                        | 46°03′35.46″N 11°03′42.41″E | 943        |                                     |
| Abete rosso di Prà del Vittorio                                  |          | Picea abies                                                                          | Abete rosso                                      | 36,0                  | 520                   |                              |                  | Valdaone                                     | Prà del Vittorio                       | 45°58′04.28″N 10°32′17.05″E | 1440       |                                     |
| Pino cembro di Zochi Alti                                        |          | Pinus cembra                                                                         | Pino cembro                                      | 26,0                  | 547                   |                              |                  | Valfloriana                                  | Zochi Alti                             | 46°13′09.67″N 11°23′45.4″E  | 1860       |                                     |
| Sorbo degli uccellatori di Pruste – Bait del Nebbia              |          | Sorbus aucuparia                                                                     | Sorbo degli uccellatori                          | 12,0                  | 171                   |                              |                  | Vallarsa                                     | Pruste – Bait del Nebbia               | 45°44′36.01″N 11°09′02.13″E | 1281       |                                     |
| Frassino maggiore di Pruste – Bait del Nebbia                    |          | Fraxinus excelsior                                                                   | Frassino maggiore                                | 17,0                  | 276                   |                              |                  | Vallarsa                                     | Pruste – Bait del Nebbia               | 45°44′36.11″N 11°09′01.6″E  | 1281       |                                     |
| Faggio di Canal                                                  |          | Fagus sylvatica                                                                      | Faggio                                           | 28,0                  | 443                   |                              |                  | Vallelaghi (ex Vezzano)                      | Canal                                  | 46°05′55.46″N 10°59′28.09″E | 1280       |                                     |
| Larice di Palon di Verniana                                      |          | Larix decidua                                                                        | Larice                                           | 30,0                  | 490                   |                              |                  | Vermiglio                                    | Palon di Verniana                      | 46°17′59.02″N 10°38′44.59″E | 2018       |                                     |
| Larice di Prà Pero                                               |          | Insieme omogeneo di Larix decidua                                                    | Larice                                           | 18,5 (med) 23,0 (max) | 365 (med) 404 (max)   |                              |                  | Vermiglio                                    | Prà Pero                               | 46°18′41″N 10°40′38″E       | 2100       |                                     |
| Castagno di Maso Agnellini                                       |          | Castanea sativa                                                                      | Castagno                                         | 20,0                  | 744                   |                              |                  | Vignola-Falesina                             | Maso Agnellini                         | 46°04′19.1″N 11°16′13.72″E  | 700        |                                     |
| Tiglio selvatico di La Mola                                      |          | Tilia cordata                                                                        | Tiglio selvatico                                 | 35,0                  | 416                   |                              |                  | Vignola-Falesina                             | La Mola                                | 46°04′12.57″N 11°16′15.78″E | 810        |                                     |
| Faggio di Bellaria                                               |          | Fagus sylvatica                                                                      | Faggio                                           | 23,0                  | 521                   |                              |                  | Villa Lagarina                               | Bellaria                               | 45°57′26.21″N 11°01′58.25″E | 899        |                                     |
| Faggio di Bellaria                                               |          | Fagus sylvatica                                                                      | Faggio                                           | 30,0                  | 505                   |                              |                  | Villa Lagarina                               | Bellaria                               | 45°57′33.78″N 11°02′18.93″E | 878        |                                     |
| Tiglio selvatico di Monte Zanetto                                |          | Tilia cordata                                                                        | Tiglio selvatico                                 | 24,0                  | 500                   |                              |                  | Villa Lagarina                               | Monte Zanetto                          | 45°55′55″N 10°59′58″E       | 1085       |                                     |
| Rovere, Tiglio selvatico, Faggio, Pioppo tremolo di Villa Daiano |          | Insieme omogeneo di Quercus petraea, Tilia cordata, Fagus sylvatica, Populus tremula | Rovere, Tiglio selvatico, Faggio, Pioppo tremolo | 37,0 (max)            | 468 (max)             |                              |                  | Villa Lagarina                               | Villa Daiano                           | 45°56′21.41″N 11°00′52.35″E | 834        |                                     |
| Tiglio selvatico di Marcoiano                                    |          | Tilia cordata                                                                        | Tiglio selvatico                                 | 27,0                  | 540                   |                              |                  | Villa Lagarina                               | Marcoiano                              | 45°56′08.8″N 11°00′43.95″E  | 815        |                                     |
| Tiglio selvatico di Prà dell'Albi                                |          | Tilia cordata                                                                        | Tiglio selvatico                                 | 30,0                  | 543                   |                              |                  | Villa Lagarina                               | Prà dell'Albi                          | 45°56′58.16″N 11°01′52.03″E | 955        |                                     |